# Anthurium oreodoxum
Anthurium oreodoxum är en kallaväxtart som beskrevs av Luis Aloysius, Luigi Sodiro. Anthurium oreodoxum ingår i släktet Anthurium och familjen kallaväxter. Inga underarter finns listade.